# Aureliu Dragu
Aureliu Dragu (n. 5 decembrie 1880, Jdioara, comitatul Timiș, Regatul Ungariei – d. 20 aprilie 1930) a fost notar și delegat la Marea Adunare Națională de la Alba Iulia din 1 decembrie 1918.

## Biografie
A fost un notar român din comuna Jdioara, județul Timiș.

## Activitate politică
A fost delegat la Marea Adunare Națională, de la Alba Iulia din 1 decembrie 1918.